# I’ve Been Waiting for This Night
I’ve Been Waiting for This Night – singiel litewskiego piosenkarza Donny’ego Montella, wydany w formie singla 8 marca 2016 i umieszczony na trzecim albumie studyjnym wykonawcy pt. #Blck. Utwór napisali Jonas Thander i Beatrice Robertsson.
W 2016 utwór zwyciężył w finale litewskich eliminacji eurowizyjnych, dzięki czemu reprezentował Litwę w 61. Konkursie Piosenki Eurowizji organizowanym w Sztokholmie. 12 maja został zaprezentowany przez Montella w drugim półfinale konkursu i z czwartego miejsca awansował do finału. Zajął w nim dziewiąte miejsce z 200 punktami na koncie, w tym m.in. z maksymalnymi notami 12 punktów od telewidzów z Irlandii, Norwegii i Wielkiej Brytanii oraz jurorów z Ukrainy.

## Lista utworów
Digital download
1. „I’ve Been Waiting for This Night” – 3:02
2. „I’ve Been Waiting for This Night” (Trap Remix) – 3:18
3. „I’ve Been Waiting for This Night” (Club Remix) – 3:39